# Sri-lankische Basketballnationalmannschaft der Damen
Die sri-lankische Basketballnationalmannschaft der Damen ist die Auswahl sri-lankischer Basketballspielerinnen, welche die Sri Lanka Basketball Federation auf internationaler Ebene, beispielsweise in Freundschaftsspielen gegen die Auswahlmannschaften anderer nationaler Verbände, aber auch bei internationalen Wettbewerben repräsentiert. Zwischen 1978 und 2011 nahm die Mannschaft zwölfmal an Asienmeisterschaften teil. Im Jahr 1959 trat der nationale Verband dem Weltverband Fédération Internationale de Basketball (FIBA) bei. Im November 2013 wurde die Mannschaft auf dem 54. Rang der Weltrangliste der Frauen geführt.

## Internationale Wettbewerbe

### Sri Lanka bei Weltmeisterschaften
Die Mannschaft konnte sich bisher nicht für eine Weltmeisterschaft qualifizieren.

### Sri Lanka bei Olympischen Spielen
Bisher gelang es der Mannschaft nicht, sich für die olympischen Basketballwettbewerbe zu qualifizieren.

### Sri Lanka bei Asienmeisterschaften
Die Mannschaft kann bisher zwölf Teilnahmen an Asienmeisterschaften vorweisen:
| - 1965: nicht qualifiziert - 1968: nicht qualifiziert - 1970: nicht qualifiziert - 1972: nicht qualifiziert - 1974: nicht qualifiziert - 1976: nicht qualifiziert - 1978: 9. Platz - 1980: 10. Platz - 1982: nicht qualifiziert - 1984: 10. Platz - 1986: nicht qualifiziert - 1988: nicht qualifiziert - 1990: 10. Platz | - 1992: 7. Platz - 1994: nicht qualifiziert - 1995: nicht qualifiziert - 1997: 12. Platz - 1999: 9. Platz - 2001: 11. Platz - 2004: nicht qualifiziert - 2005: 13. Platz - 2007: 12. Platz - 2009: 12. Platz - 2011: 12. Platz - 2013: nicht qualifiziert - 2015 |